# Walfleisch

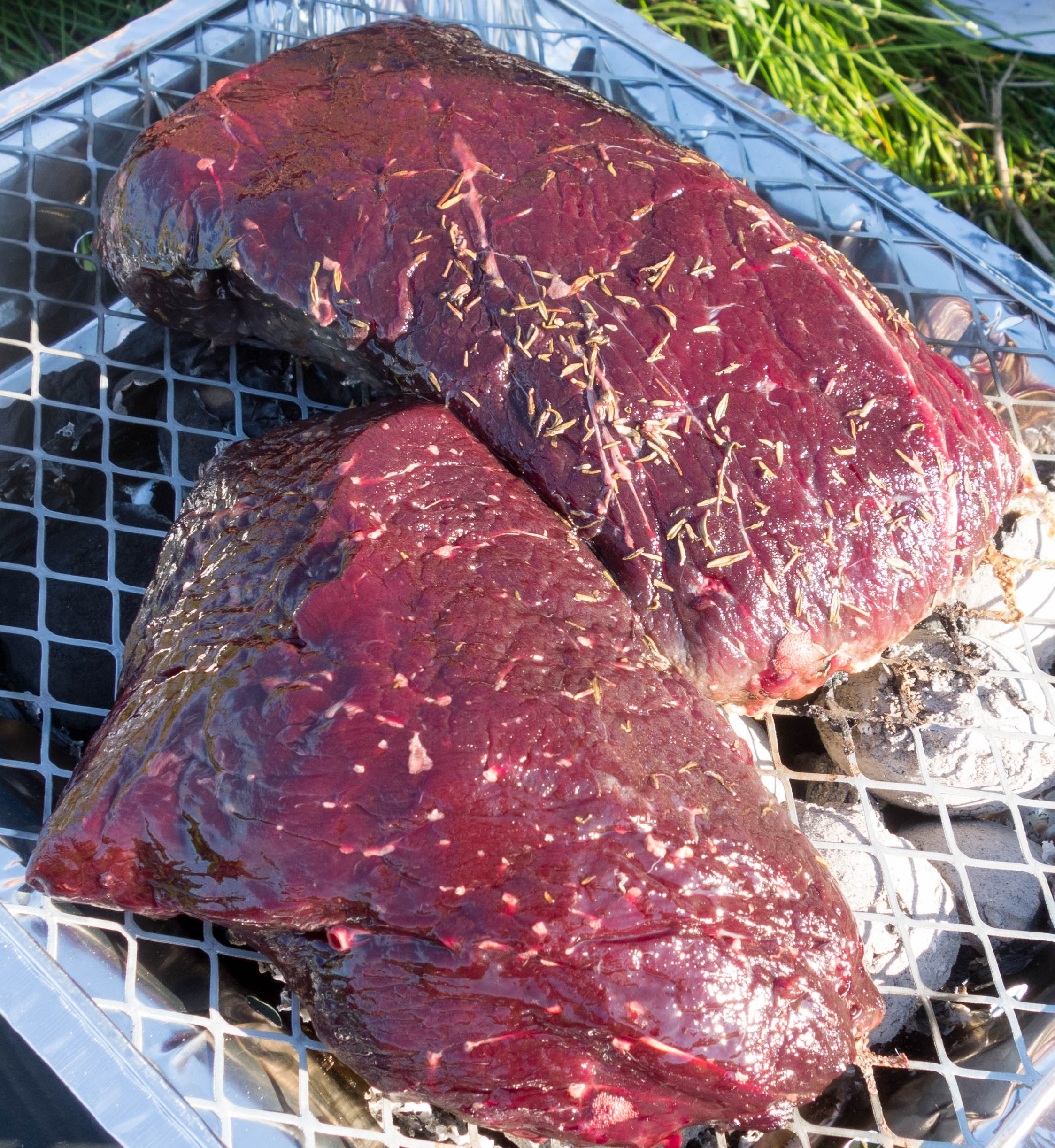
Walfleisch auf dem Grill

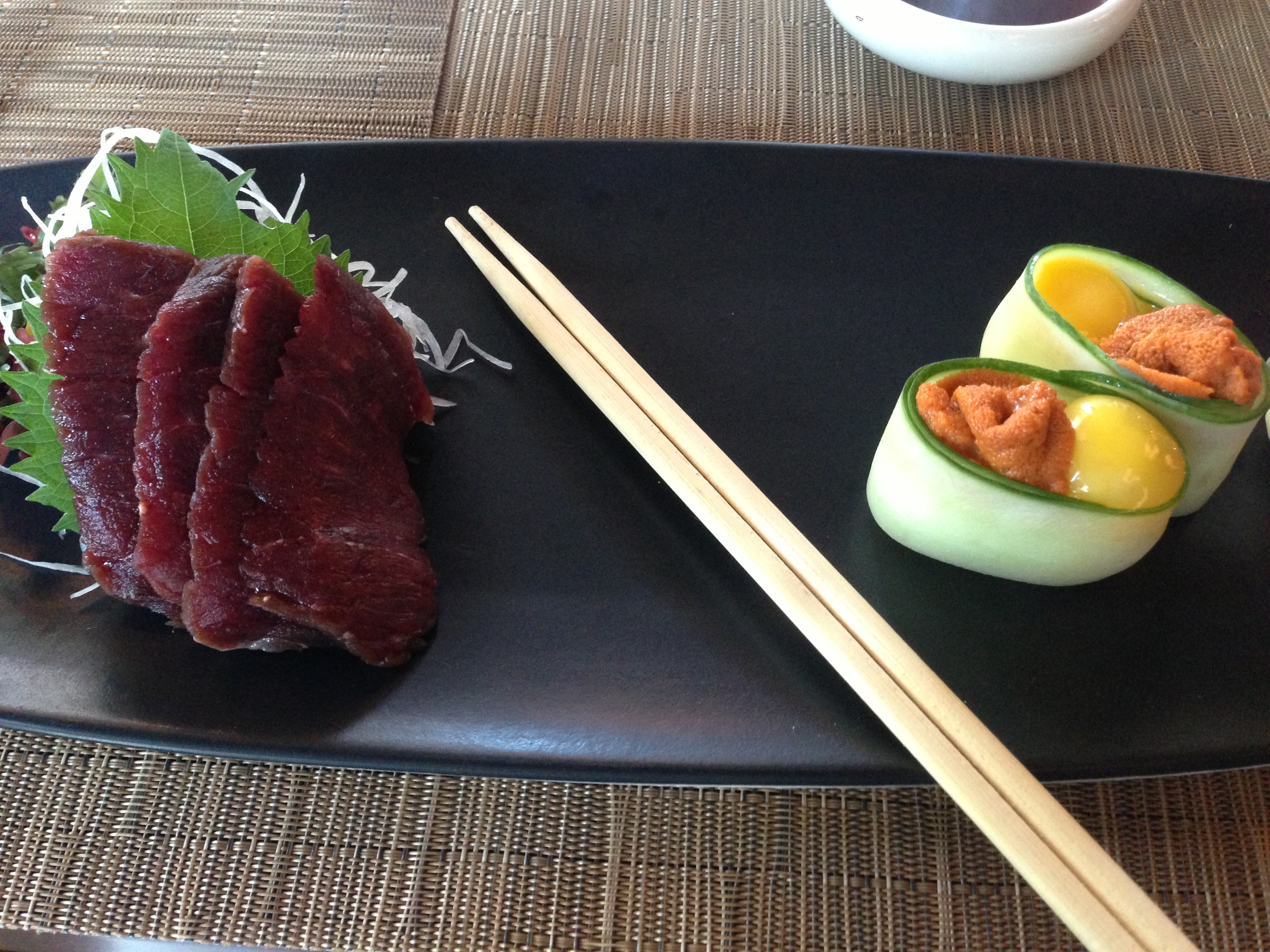
Walfleisch-Sashimi (links)

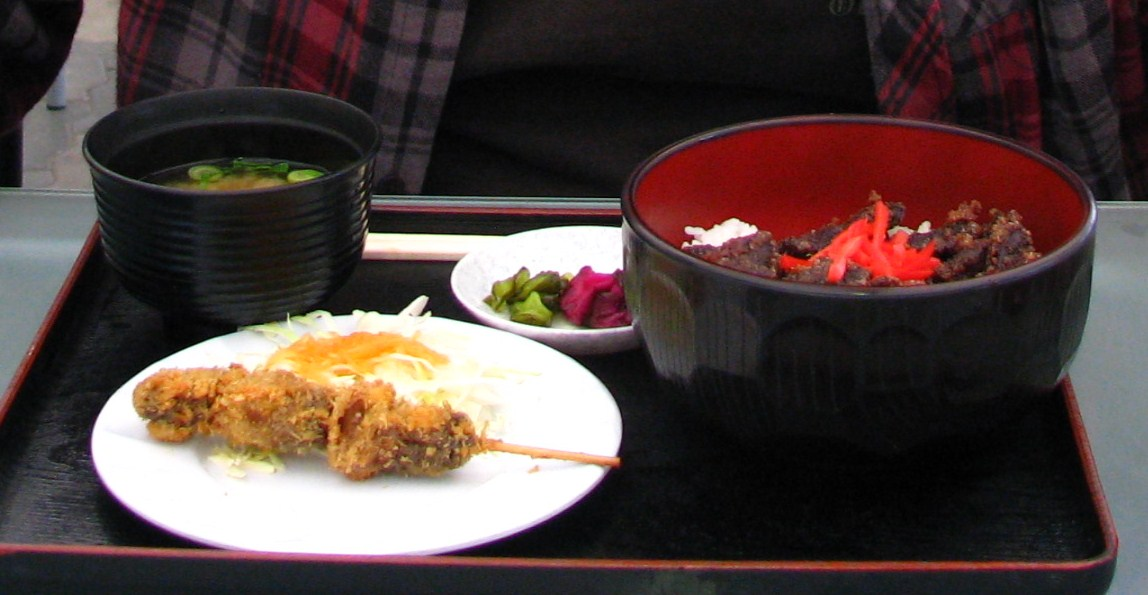
Mahlzeit mit dem Fleisch eines Kurzflossen-Grindwals. Links ist ein Spieß mit gebratenem Walfleisch, rechts eine Schüssel Reis mit gegrilltem Walfleisch (in Japan, Wakayama)

Walfleisch ist das Fleisch von Walen, einer großen Kategorie von Meeressäugern. Bis zum 20. Jahrhundert war Walfang für verschiedene Zwecke noch allgemein üblich, einschließlich der Herstellung von Nahrungsmitteln. In Walfanggemeinschaften war und ist es bis heute noch Brauch, Walfleisch zu essen: beispielsweise jagen die Inuit den Narwal und Beluga, oder auf den Färöer-Inseln werden Grindwale gefangen. Die größten Konsumenten von Walfleisch sind die Japaner, der Konsum insgesamt ist aber in den letzten Jahrzehnten zurückgegangen.

## Beschreibung
Walfleisch ist sehr rot und enthält mehr Eiweiß als Rindfleisch, dem es sehr ähnelt. Inuit essen es getrocknet und Norweger essen gegrilltes Walfleisch. Ein traditionelles isländisches Gericht ist gekochter Walspeck, der in Essig eingelegt wurde. Die Japaner essen Walfleisch roh, mit Ingwer gekocht oder mariniert. Fleisch vom Schwanz oder Hals wird besonders geschätzt. Der Speck wird in dünne Streifen zu Sashimi geschnitten und mit Sake serviert. Es wird auch zur Herstellung von Lebensmittelkonserven wie Suppen, Fleischkonserven und Speisefett verwendet.

## Tradition und Tierschutz
Walfleisch und Walöl sind wichtige Lebensmittel für die Inuit in Alaska, sie betreiben die traditionelle Waljagd seit Jahrhunderten. Walfleisch kann bis zu 60 Prozent ihrer Ernährung ausmachen. Die Internationale Walfangkommission erlaubt ihnen jährlich eine begrenzte Anzahl von Grönlandwalen zu jagen, da die Waljagd mit ihren begleitenden Zeremonien (Nalukataq – ein Walfang-Festival) dazu beiträgt, die Kultur und ethnische Identität der Inuit aufrechtzuerhalten. Dennoch ist die Praxis umstritten und wird von Walschützern unter Beschuss genommen. Auch der Verzehr von japanischem Walfleisch ist weiterhin international umstritten.